# NGC 5220
NGC 5220, auch Sombrerogalaxie genannt, ist eine Spiralgalaxie vom Hubble-Typ Sa im Sternbild Zentaur und etwa 181 Millionen Lichtjahre von der Milchstraße entfernt.
Das Objekt wurde am 3. Juni 1836 von John Herschel mit einem 18-Zoll-Spiegelteleskop entdeckt, der dabei „vF, S, R, precedes a star 10th mag distance 1.5 diam by diagram“ notierte.